# Comuna Seredkevîci, Iavoriv
Seredkevîci (în ucraineană Середкевичі) este o comună în raionul Iavoriv, regiunea Liov, Ucraina, formată din satele Prînada, Seredkevîci (reședința), Vîsici și Zarubanî.

## Demografie
Componența lingvistică a comunei Seredkevîci
     Ucraineană (99,82%)
     Alte limbi (0,18%)
Conform recensământului din 2001, majoritatea populației comunei Seredkevîci era vorbitoare de ucraineană (99,82%), existând în minoritate și vorbitori de alte limbi.